# Gezicht op Delft met een fantasieloggia
Gezicht op Delft met een fantasieloggia is een schilderij van de Nederlandse kunstschilder Daniël Vosmaer, geschilderd in 1663, olieverf op doek, 91 x 113 centimeter. Vosmaer speelt met zijn weergave van de loggia nadrukkelijk maar niet geheel correct met toen nog relatief nieuwe perspectivische technieken. Het werk bevindt zich thans in de collectie van het Prinsenhof te Delft.

## Context
Hoewel de techniek van het geometrische lijnperspectief al in de vroege renaissance in Florence werd ontdekt door de architect Filippo Brunelleschi en toegepast door Italiaanse kunstschilders als Masaccio en Mantegna, duurde het nog tot het einde van de zestiende eeuw alvorens het als systematische werkwijze doordrong tot de Lage Landen. Hans Vredeman de Vries speelde via zijn publicaties Hortorum viridariorumque... formae (1583) en Perspective (1604) een belangrijke rol bij de verspreiding van de principes en beïnvloedde vooraanstaande Hollandse kunstschilders als Saenredam, met zijn kerkinterieurs, en Pieter de Hooch, met zijn vloertegels. Vosmaer op zijn beurt werd weer beïnvloed door De Hoogh, die in de jaren 1650 in Delft werkte. Hij nam ideeën over perspectiefhantering van hem en andere Delftse schilders over, maar had duidelijk niet de werken van Vredeman de Vries gelezen. In de uitvoering vertoont hij dan ook duidelijk tekorten in theoretische kennis om de perspectivische verkortingen goed uit te voeren.

## Afbeelding
Vosmaers Gezicht op Delft met een fantasieloggia wordt op het eerste oog gedomineerd door de strak gestileerde voorgrond, met de Toscaans aandoende loggia, de donkere gewelven en qua kleur sterk contrasterende zwart-wit tegels. Pas in tweede instantie wordt het oog getrokken door een klassiek-naturalistisch stadsgezicht van Delft, op de achtergrond, bijna als bijzaak: het dwingende perspectief vanuit de loggia leidt de blik opzichtig van het tafereel af.
Vosmaer schildert de stad vanuit een breed gezichtsveld, bezien vanuit een positie links beneden. Hij schildert Delft vanuit de westzijde, vlak achter de nog zichtbare wallen, en toont onder andere de Oude en de Nieuwe Kerk, het Stadhuis en twee windmolens die toentertijd de wallen sierden. Er is veel aandacht voor ruimte, lichtnuances en atmosfeer.

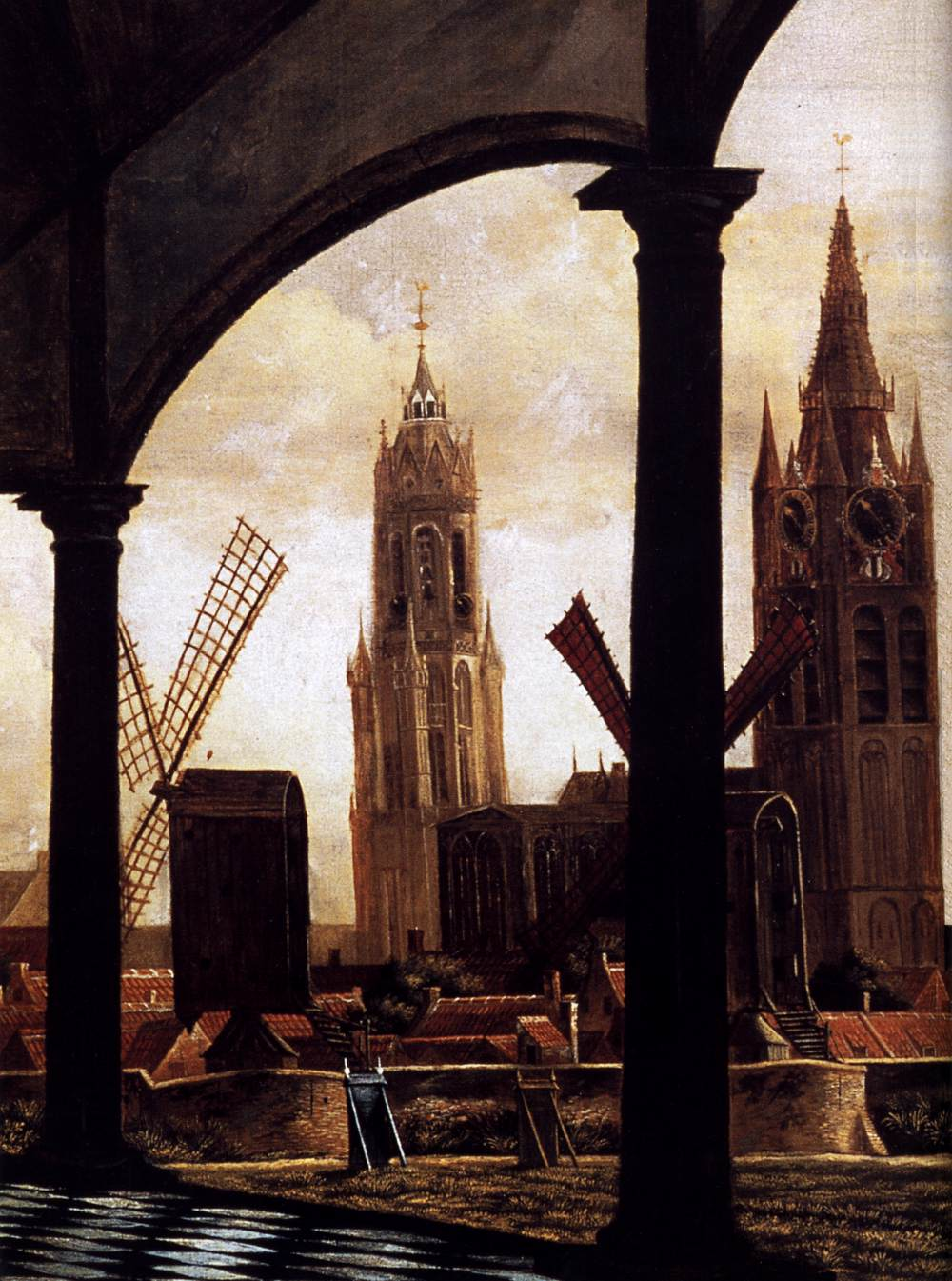
Detail, zonder perspectivische vervorming

Vosmaer geeft de stad niet helemaal correct weer, met name in de positionering van de gebouwen ten opzichte van elkaar. Opvallender is echter dat hij het perspectief niet juist hanteert, daar waar dat net het thema is dat hij wil benadrukken. De diepgang die hij wil suggereren komt er niet uit. Hij maakt geen gebruik van verdwijnpunten op een denkbeeldige horizon! Noch de uitwerking van de gewelven, noch bij de tegelvloer, zodat een forse vertekening ontstaat. Het doet soms denken aan de optische illusies in de werken van Escher, die ook vaak een loopje neemt met het lijnperspectief, alleen dan welbewust.
Gezicht op Delft met een fantasieloggia geldt heden ten dage als een bijzonder schilderij binnen de zeventiende-eeuwse Nederlandse schilderkunst. Niet alleen toont het de worsteling die velen in die tijd voerden met het perspectief, maar de onbedoelde tekortkomingen en vertekeningen in combinatie met het contrast tussen de strakke voorgrond en de klassieke achtergrond, geven het schilderij thans een ongewoon modernistische uitstraling. Daarbij krijgt het schilderij door de heldere kleuren in combinatie met het volledig ontbreken van menselijke activiteit een ongewoon verstilde sfeer, die iets 'unheimisch' heeft, bijna surreëel, als bezien vanuit een kijkdoos.

## Goudstikker
Gezicht op Delft met een fantasieloggia behoorde voor de Tweede Wereldoorlog tot de collectie van de Joods-Nederlandse kunsthandelaar Jacques Goudstikker en daarvoor was het eigendom van zijn vader, Eduard, die een bekend verzamelaar van zeventiende-eeuwse Nederlandse kunst was. Na de Duitse inval in 1940 ontvluchtte Jacques Goudstikker Nederland per schip, maar overleed door een val in het ruim. Zijn achtergebleven handelsvoorraad van 1113 geregistreerde kunstvoorwerpen kwam uiteindelijk in handen van Hermann Göring en Alois Miedl. Tijdens de oorlog werden veel nooit teruggevonden kunstwerken in Duitsland en Oostenrijk verkocht, een deel van de collectie bleef in de kunsthandel in Amsterdam en werd na de oorlog door de Nederlandse overheid als 'vijandelijk vermogen' in beslag genomen. Samen met de gerecupereerde schilderijen werden deze werken als onderdeel van de zg. NK-collectie ondergebracht bij het rijk en beheerd door de Rijksdienst voor het Cultureel Erfgoed en rechtsvoorgangers. Deze collectie was deels opgeslagen in het centraal depot te Rijswijk; een deel werd in langdurige bruikleen gegeven aan musea en andere instellingen. Gezicht op Delft met een fantasieloggia - met het inventarisnummer NK2927 - kwam terecht bij Museum Prinsenhof te Delft.
De erven van Jacques Goudstikker claimden in het kader van het verruimde restitutiebleid van de rijksoverheid teruggave van de voorwerpen uit de Goudstikker collectie die bij het rijk in bezit waren. In 2006 besloot de regering op advies van de Restitutiecommissie tot teruggave aan de erven. In 2007 kocht de Staat voor bijna drie miljoen euro een viertal werken terug van de erven Goudstikker, waaronder Gezicht op Delft met een fantasieloggia. De schilderijen werden in bruikleen gegeven aan de musea waar zij eerder te zien waren geweest en Gezicht op Delft met een fantasieloggia kwam zo weer terug in de collectie van het Prinsenhof.